# Pseudotanais jonesi
Pseudotanais jonesi är en kräftdjursart som beskrevs av Jürgen Sieg 1973. Pseudotanais jonesi ingår i släktet Pseudotanais och familjen Pseudotanaidae. Inga underarter finns listade i Catalogue of Life.